# Trichomma dioryctri
Trichomma dioryctri är en stekelart som beskrevs av Ian D. Gauld 1976. Trichomma dioryctri ingår i släktet Trichomma och familjen brokparasitsteklar. Inga underarter finns listade i Catalogue of Life.